# Wereldkampioenschappen moderne vijfkamp 1975
De wereldkampioenschappen moderne vijfkamp 1975 werden gehouden in Mexico-stad in Mexico. Er stonden twee onderdelen op het programma alleen voor mannen. 

## Medailles

### Mannen
| Onderdeel   | Goud | Goud                                           | Zilver | Zilver                                         | Brons | Brons                                        |
| ----------- | ---- | ---------------------------------------------- | ------ | ---------------------------------------------- | ----- | -------------------------------------------- |
| Individueel | URS  | Pavel Lednjev                                  | HUN    | Tamás Kancsal                                  | GBR   | Jeremy Fox                                   |
| Team        | HUN  | Tamás Kancsal Svetiszlav Sasics Tibor Maracskó | USA    | John Fitzgerald Michael Burley Orben Greenwald | URS   | Leonid Ivanov Pavel Lednjev Vladimir Sjmelev |

### Medaillespiegel
| Plaats | Land                | Goud | Zilver | Brons | Totaal |
| 1      | Hongarije           | 1    | 1      | 0     | 2      |
| 2      | Sovjet-Unie         | 1    | 0      | 1     | 2      |
| 3      | Verenigde Staten    | 0    | 1      | 0     | 1      |
| 4      | Verenigd Koninkrijk | 0    | 0      | 1     | 1      |
| Totaal | Totaal              | 2    | 2      | 2     | 6      |